# 小行星4700
小行星4700（4700 Carusi）是一颗绕太阳运转的小行星，为主小行星带小行星。该小行星于1986年11月6日发现。

## 轨道参数
小行星4700的轨道半长轴为2.5624484 UA，离心率为0.201。